# Naringin
Naringin là một flavanone glycoside. Nó là thành phần flavonoid chủ yếu trong bưởi chùm, làm cho nước bưởi có vị đắng. Trong cơ thể người, naringin được chuyển hóa thành naringenin, một dạng flavanone. Cả naringenin và hesperetin là những aglycone của naringin và hesperidin có mặt tự nhiên trong quả có múi (họ Cam chanh).

## Hoạt tính
Naringin có nhiều tác dụng dược lý rất mạnh như chống oxy hóa, làm giảm lipid máu, chống ung thư ác tính và sự ức chế chọn lọc các enzym chuyển hóa thuốc cytochrome P450, bao gồm CYP3A4 và CYP1A2, mà có thể gây tương tác thuốc-thuốc trong cơ thể. Việc uống các flavonoid naringin cũng có thể ảnh hưởng đến sự hấp thu đường ruột của một số loại thuốc, dẫn đến tăng hoặc giảm mức độ lưu hành thuốc. Để tránh sự can thiệp với sự hấp thu thuốc và sự trao đổi chất, việc ăn các loại quả có múi (đặc biệt là bưởi) và các loại nước quả từ chúng cần được chỉ định khi uống thuốc.

Naringin là chất có hoạt tính mạnh thứ 2 (sau rutin) trong số 21 flavonoid, về khả năng ức chế sự giải phòng VEGF gây co mạch..

## Sử dụng
Khi xử lý naringin bằng kali hydroxide hoặc một base mạnh khác sau đó thực hiện phản ứng khử nước bằng chất xúc tác thì thu được naringin dihydrochalcone, hợp chất này có độ ngọt gấp 300-1800 lần đường mía tại nồng độ giới hạn..